# Cefixim
Cefixim ist ein halbsynthetisches Breitband-Antibiotikum aus der Gruppe der β-Lactam-Antibiotika und der Cephalosporine der 3. Generation. Es wird peroral verabreicht.

## Wirkspektrum
Cefixim wirkt bakterizid gegen gram-positive und gram-negative Bakterien.
Allgemein ist Cefixim gegen folgende Erreger wirksam:
- Streptococcus pneumoniae
- Streptococcus pyogenes
- Streptococcus agalactiae
- Haemophilus influenzae
- Haemophilus parainfluenzae
- Moraxella catarrhalis
- Neisseria gonorrhoeae
- Escherichia coli
- Proteus mirabilis
- Proteus vulgaris
- Arten von Proteus (inkl. indolpositive Spezies)
- Klebsiella pneumoniae
- Klebsiella oxytoca
- Arten von EnterobacterEnterobacter
- Pasteurella multocida
- Arten von Providencia
- Arten von SalmonellaSalmonella
- Serratia marcescens
- Arten von ShigellaShigella
- Citrobacter amalonaticus
- Citrobacter diversus

Staphylokokken (z. B. Staphylococcus aureus) sind gegen Cefixim resistent.

## Pharmakologie

### Pharmakodynamik
Viele Erreger sind resistent gegen Penicilline und einige Cephalosporine. Diese können gegen Cefixim anfällig sein, da Cefixim sehr stabil in Gegenwart von β-Lactamase-Enzymen ist.

#### Wirkmechanismus
Cefixim hemmt die bakterielle Zellwandsynthese. Es verhindert bei wachsenden, sich teilenden Zellen die Quervernetzung bestimmter Bausteine, so dass die aus Murein bestehende Zellwand platzt und die Bakterien absterben.

#### Dosis-Wirkungs-Beziehung
Cefixim besitzt eine große therapeutische Breite.
Bei Einnahme größerer Mengen Cefixim kann es zur Überdosierung kommen. Anzeichen dafür geben Symptome wie Blut im Urin, Durchfall, Übelkeit, Schmerzen im oberen Bauchbereich und Erbrechen.

### Pharmakokinetik
Die Resorption von Cefixim wird nicht durch Nahrungsaufnahme beeinträchtigt.
Die Halbwertszeit (HWZ) von Cefixim beträgt 3–4 Stunden, kann aber unter Umständen bis auf 9 Stunden steigen. Bei Patienten mit schweren Nierenfunktionsstörungen (5–20 Milliliter/Minute Kreatinin-Clearance) kann die Halbwertszeit auf 11,5 Stunden steigen.
Die Metabolisierung von Cefixim erfolgt über die Leber. Annähernd 50 % der aufgenommenen Dosis werden unverändert innerhalb von 24 Stunden über den Urin ausgeschieden.

## Indikationen
Cefixim wird bei akuten und chronischen bakteriellen Infektionen mit Cefixim-empfindlichen Bakterien wie etwa Streptokokken angewendet. Hierzu zählen:
- Infektionen der oberen und unteren Atemwege
- Lungenentzündung
- Entzündungen des Mund- und Rachenraums

Des Weiteren zählen zu diesen Infektionen Hals-Nasen-Ohren-Infektionen wie
- Mittelohrentzündung
- Nasennebenhöhlenentzündung und Schnupfen
- Mandelentzündung
- Halsentzündung

Außerdem kann Cefixim zur Behandlung von
- Geschlechtskrankheiten (wie etwa Tripper)
- Hautinfektionen
- Infektionen des Urogenitaltraktes wie Nierenentzündungen und Harnwegsinfektionen
- Infektionen der Gallenwege

eingesetzt werden.

## Kontraindikationen und Anwendungsbeschränkungen
Cefixim darf nicht angewendet werden, wenn bereits schwere Überempfindlichkeitsreaktionen gegen den Arzneistoff oder andere β-Lactam-Antibiotika in der Vergangenheit aufgetreten sind. Cefixim ist ebenfalls kontraindiziert bei Früh- und Neugeborenen (Alter weniger als 28 Tage).
Cefixim ist mit Vorsicht anzuwenden
- bei Patienten mit jeglicher Überempfindlichkeit bzw. Allergie gegen Penicillin und andere β-Lactam-Antibiotika, da eine Kreuzallergie bestehen kann,
- bei Patienten mit bestehenden oder in der Vergangenheit aufgetretenen ausgeprägten Allergien oder Asthma,
- beim Vorliegen einer schweren Nierenfunktionsstörung (entsprechend einer Kreatinin-Clearance von unter 10 Milliliter/Minute).

Aufgrund fehlender teratogener Wirkungen ist Cefixim während der Schwangerschaft und Stillzeit anwendbar.

## Arzneimittelwechselwirkungen
Cefixim kann die Nephrotoxizität bestimmter Arzneistoffe, z. B. Aminoglykoside, verstärken und die Blutungsgefahr bei gleichzeitiger Therapie mit Antikoagulantien oder Thrombozytenaggregationshemmern erhöhen.
Bei gleichzeitiger Gabe von Nifedipin wird die Bioverfügbarkeit von Cefixim um ca. 70 % erhöht.
Nach Anwendung von Cefixim können Harnzuckertestmethoden auf Reduktionsbasis fälschlich positiv ausfallen, nicht jedoch
bei Einsatz von enzymatischen Methoden.

## Nebenwirkungen
Die häufigsten Nebenwirkungen betreffen den Magen-Darm-Trakt und äußern sich in einem weichen Stuhlgang bis hin zum Durchfall (bei 1 % bis 10 % der Behandelten).
Gelegentlich treten Kopfschmerzen und Hautausschläge auf.
Selten (bei weniger als 0,1 % der Behandelten) kommt es zu Überempfindlichkeitsreaktionen aller Schweregrade, bis hin zum anaphylaktischen Schock. Überempfindlichkeitsreaktionen sind auch nach oraler Einnahme von Cephalosporinen beobachtet worden, wenn auch wesentlich seltener als nach intravenöser oder intramuskulärer Gabe.
Sehr seltene unerwünschte Wirkungen (bei weniger als einem von 10.000 Behandelten) sind Blutbildveränderungen, wie z. B. Verminderung der Gesamtzahl der weißen Blutkörperchen (Leukopenie); schwerwiegende, unter Umständen innerhalb von Stunden sich entwickelnde Verminderung bestimmter Formen der weißen Blutkörperchen im Blut (Agranulozytose); starke Verminderung aller Blutzellen (Panzytopenie) oder Verminderung der Blutplättchenzahl (Thrombozytopenie); Verminderung der Anzahl der roten Blutkörperchen. Ebenfalls sehr selten sind Blutgerinnungsstörungen und Serumkrankheits-ähnliche Reaktionen, Leberentzündung, schwere Hautveränderungen (Erythema exsudativum multiforme und Lyell-Syndrom) sowie die durch schwere und anhaltende Durchfälle gekennzeichnete antibiotikaassoziierte Dickdarmentzündung.

## Handelsnamen
Cefixim wird in Fertigarzneimitteln als Cefixim-Trihydrat (Cefixim·3H2O) verarbeitet und ist in Form von Tabletten, Filmtabletten, Trinktabletten, Trockensaft und Granulat zur Herstellung einer Suspension in den Dosierungen 200 mg und 400 mg für Tabletten und 100 mg/5 ml für Säfte und Suspensionen im Handel.
Monopräparate
Suprax (D), InfectoOptiCef (D), Cephoral (D, CH), Uro-Cephoral (D), Aerocef (A), Tricef (A), Cetix (PL), einige Generika (D)